# Ogyen Trinley Dorje
Ogyen Trinley Dorje, nacido con el nombre de Apo Gaga el 22 de febrero de 1985 en Bakor, Tíbet, es reconocido por muchos, entre ellos S.S. el Dalái lama, como el líder espiritual de la Escuela Karma Kagyu del Budismo tibetano.[cita requerida]

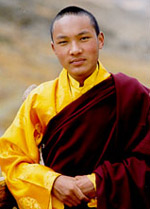
El Karmapa con 14 años en Tíbet.

La identificación del Karmapa se encuentra bajo disputa.[cita requerida]

## Biografía
El XVIIº y reconocido por muchos como el actual Karmapa, Ogyen Trinley Dorje, nació en Bakor, Tíbet oriental en 1985, con el nombre de "Apo Gaga", en el seno de una familia de pastores nómadas. Aparecieron muchos signos auspiciosos que fueron percibidos directamente y llevaron a todas las personas del área a pensar que se trataba de un ser muy especial.[cita requerida]
Fue reconocido por una búsqueda organizada desde el Monasterio de Tsurpu, a instancias de Tai Situ Rinpoche, Jamgon Kongtrul Rimpoche, y Goshir Gyaltsab Rinpoche. La comitiva oficial pudo encontrar al Karmapa en la zona de Bakor (tal como fue descrito en la carta de predicción), gracias a la insistencia del niño en anticipar la mudanza de la residencia de invierno a la de verano. En forma única, antes de morir, cada Karmapa deja una carta anticipando información relacionada con su próxima reencarnación.[cita requerida]
Fue confirmado por el XIV dalái lama, quien en una de sus visiones vio el lugar de nacimiento de la reencarnación, y luego le envió como presente su propia mala de plegarias. El XVIIº Karmapa fue entronizado en el histórico monasterio de Tsurphu, al noroeste de Lhasa, el 27 de septiembre de 1992.[cita requerida]
El 28 de diciembre de 1999, Ogyen Trinley Dorye huyó en secreto de Tíbet, abandonando su Monasterio de Tsurpu, en compañía de un reducido grupo de monjes, atravesando los pasos de invierno del Himalaya hacia Sikkim.[cita requerida]
Llegó a Dharamsala, en el estado de Himachal Pradesh, en India, el 5 de enero de 2000, donde S.S el 14° dalái lama le dio la bienvenida. Desde entonces, Karmapa ha estado viviendo temporalmente en la universidad Tántrica de Gyuto Ramoche, en Sidbhari, cerca de Dharamsala, donde recibe enseñanzas e iniciaciones del Budismo tibetano por parte de grandes maestros del linaje Karma Kagyu y particularmente de su tutor el Venerable Khenchen Thrangu Rinpoche.[cita requerida]

## La bandera del "sueño del Karmapa"

Bandera del Karmapa.

Desde la decimosegunda centuria, los seguidores de la tradición Karma Kagyu del Budismo Tibetano han reverenciado a los karmapas como líderes espirituales, tanto como los seguidores de la tradición Gelugpa son devotos a los Dalai Lamas. La decimosexta encarnación del Karmapa, Rangjung Rigpe Dorje, salvó la vida miles de personas, muchos textos sagrados de desaparecer, así como obras de arte, como resultado de la invasión de la China al Tíbet. El 16 Karmapa falleció cerca a Chicago (Illinois, USA) en 1981.[cita requerida]
El 16º Karmapa vio esta bandera en un sueño. Él la llamó "Namkhyen Gyaldar" -- "Bandera victoriosa del Buda de la Sabiduría" -- y anunció: "Donde quiera que ondee esta bandera, el Dharma florecerá."[cita requerida]

## La Corona Negra
El Karmapa es el portador de la Corona Negra, por lo que a veces es conocido como el 'Lama de la corona negra'. Esta corona tradicionalmente se dice que fue tejida por los dakinis a partir de su cabello y otorgado a los Karmapas en reconocimiento a su realización espiritual. Esta primera corona no posee una realidad física, sino espiritual. La corona física que usan los Karmapas fue ofrecida por al 5.º. Karmapa por el emperador chino Yongle como representación material de la corona espiritual.[cita requerida]
Esta corona se cree está en el monasterio Rumket, en Sikkim, el último hogar del 16mo. Karmapa.[cita requerida]

## Cuatro escuelas del budismo tibetano
En el Budismo tibetano existen cuatro grandes linajes principales y muchos otros menores. El linaje es muy importante en el budismo tibetano, ya que garantiza que las enseñanzas están vivas, es decir, que se han transmitido de maestro a discípulo desde tiempos de Buda y que siempre se ha hecho de forma pura, realizando completamente su comprensión.[cita requerida]
- En el siglo VIII surge la escuela Nyingma o "de los Nyingmapas", también llamada "de los gorras rojas". Fundada en el S. VIII a partir del legado de los primeros introductores del budismo en el Tíbet. El maestro indio Padmasambhava fue el primero que según la tradición tibetana sometió a las deidades de la naturaleza del Tíbet y otras fuerzas, haciendo al budismo religión oficial.[cita requerida]

- En el siglo IX apareció la tradición Kagyu (tradición oral) también conocida como gorras negras. Fundada en el S. XI por el traductor Marpa (1012-1098) y por el santo y poeta tibetano Milarepa (1040-1123), a partir de las enseñanzas esotéricas y contemplativas derivadas de los mahasidas indios Tilopa y Naropa. Dirigida por Karmapa.[cita requerida]

- En el siglo XI surgió la escuela Sakya (denominada así por su monasterio de origen) fundada por Konchok Gyalpo. Sus principales maestros descienden de los primeros discípulos de los maestros indios Padmasambhava y Shantarakshita y procedían de una familia de las clases dirigentes, los Khön, de la región meridional de Tsang.[cita requerida]

- En el siglo XIV y a raíz de la reforma espiritual del Lama Je Tsongkhapa —considerado una emanación del Buda de la Sabiduría, Manjushri—, nació la orden de los Geluk-pa, llamados los gorros amarillos. Tsong Khapa (1357-1415) fue un renovador de las enseñanzas del gran maestro bengalí del S. XI, Atisha. Je Tsongkhapa hizo todos los esfuerzos posibles para aglutinar un enfoque más ortodoxo y agrupador de las enseñanzas del Tíbet.[cita requerida]

En una geografía difícil en donde los monasterios a veces estaban muy separados y a menudo con escaso contacto frecuente, la escuela Gelug supuso históricamente la centralidad oficial del lamaísmo tibetano y de ella parten los esfuerzos y el carácter reformador, mientras que las otras escuelas se han especializado en retener y administrar su propio legado de enseñanzas.[cita requerida]
Las escuelas Gelug y Kagyu son las más extendidas en occidente. El dalái lama, cabeza espiritual de la escuela Gelug (y líder político del Tíbet), tuvo que exiliarse en 1959 justo antes de la masacre del 10 de marzo (ver Historia del Tíbet). Los principales líderes de las diferentes escuelas le siguieron. El Karmapa, jefe espiritual de la tradición Kagyu, se exilió hace no demasiados años. Sakya Trizin (pag.oficial) también se encuentra en el exilio.[cita requerida]

## El linaje Karma Kagyu
El linaje Karma Kagyu propiamente dicho, fue formalmente establecido por el Primer Karmapa, Düsum Khyenpa -El que ve los tres tiempos-, que fue discípulo de Gampopa.[cita requerida]
Nació en Doh-Kham en el año del Tigre de hierro (1110). Durante su vida, fundó tres centros monásticos principales: Tolung Tsurphu, cerca de Lhasa, que representa el mandala de la Mente de los Karmapas; Karma Gon, considerado el mandala de la Palabra; y Kampo Nenang, el mandala del Cuerpo.[cita requerida]
De estos tres, el Monasterio de Tsurpu se transformó en la principal sede de todos los Karmapas. Luego de que Dusum Khyenpa logró la completa Iluminación, su realización fue tan vasta y profunda, que fue reconocido como "Aquel que realiza la actividad (karma) de Buda", es decir Karma-pa, quien había sido profetizado por el Buda Sakyamuni en su enseñanza, Samadhiraja-sutra. También es considerado como la emanación de Avalokiteshvara (tib, Chenrezig), el Buda de la Compasión.[cita requerida]
Se dice que entonces, como testimonio de su profunda realización, las Dakinis le ofrecieron una Corona Vajra, hecha con cabellos de cientos de miles de Dakinis, la cual puede ser vista flotando sobre la cabeza de los Karmapas, solo por aquellos que tienen una devoción pura.[cita requerida]
Recibió también algunas enseñanzas de Rechungpa, el discípulo de Milarepa, y de otros grandes maestros. Pero las instrucciones orales del profundo Mahamudra se las transmitió el propio Gampopa. Dusum Khyenpa logró la completa iluminación a mediana edad, luego de largos meses de solitaria y perfecta meditación. Realizó la "igualdad esencial": del día y la noche, de los sueños y del estado de vigilia, de la meditación y de la vida cotidiana.[cita requerida]
Gampopa reconoció el gran logro de su discípulo y poniendo su mano sobre la cabeza de Dusum Khyenpa dijo: -"¡Hijo mío, has cortado el lazo que te unía al mundo de la existencia fenoménica, ahora tú no regresarás al samsara.
De hoy en adelante será tu deber transmitir esta realización a los otros!".[cita requerida]
Luego de que Dusum Khyenpa fundó el Monasterio de Tsurpu en el siglo XII, este monasterio se convirtió en la sede principal de todos los Karmapas hasta el siglo XX.[cita requerida]
El primer Karmapa pasó el resto de su vida allí, hasta su muerte en 1193, a los 84 años. Düsum Khyenpa dejó el Monasterio de Tsurpu en manos de su discípulo Drogön Rechen, junto con una carta que predecía las circunstancias de su próxima reencarnación.[cita requerida]
En el exilio tibetano, el asiento principal del karmapa se ha ubicado en el Monasterio de Rumtek, en Sikkim, India.[cita requerida]

## Lista de los Karmapas[citarequerida]
1. Düsum Khyenpa (dus gsum mkhyen pa) (1110 - 1193)
2. Karma Pakshi (1204 - 1283)
3. Rangjung Dorje (rang 'byung rdo rje) (1284 - 1339)
4. Rolpe Dorje (1340 - 1383)
5. Deshin Shekpa (de zhin gshegs pa)(1384 - 1415)
6. Thongwa Dönden (1416 - 1453)
7. Chödrak Gyatso (1454 - 1506)
8. Mikyö Dorje (1507 - 1554)
9. Wangchuk Dorje (dbang phyug rdo rje) (1556 - 1603)
10. Chöying Dorje (1604 - 1674)
11. Yeshe Dorje (1676 - 1702)
12. Changchub Dorje (Byang chub rdo rje) (1703 - 1732)
13. Dudul Dorje (1733 - 1797)
14. Thekchok Dorje (1798 - 1868)
15. Khakyab Dorje (1871 - 1922)
16. Rangjung Rigpe Dorje (Rang 'byung rig pa'i rdo rje) (1924 - 1981)
17. Ogyen Trinley Dorje (1985). Existe una controversia sobre la reencarnación del Karmapa, (Thaye Dorje).